# Mpembův jev
Mpembův jev (anglicky Mpemba effect) označuje zdánlivě nesmyslnou a paradoxní skutečnost, že teplá voda (100 °C) může zmrznout (tj. změní se skupenství z kapalného na tuhé, změní se v led) dříve než voda studená (20 °C). K tomuto jevu však nemusí dojít vždy (např. v menším prostoru (mrazáku) může teplá voda v nádobě příliš ovlivnit teplotu celého prostředí). Příčiny Mpembova jevu dosud nebyly uspokojivě objasněny. Ale mnoho teorii potvrzuje jeho pravdivý paradox.

## Některá z možných vysvětlení
Nejpravděpodobnější (i podle samotného Mpemby) se zdá podchlazení spojené s konvekcí. Přechlazená voda může totiž mít nižší bod tuhnutí u původně chladnější vody než u té původně horké.
Dále se uvádějí:
- změny proudění vody v závislosti na teplotě (konvekce) – není vyloučeno, že teplejší voda rychleji či jinak proudí, a tím se rychleji ochlazuje
- teplá voda může více či jinak měnit vlastnosti svého okolí, např. podložky, na níž nádoba s vodou stojí
- vypařování, které je u teplejší vody výraznější, může způsobit jednak to, že teplé vody zůstane méně (čímž se tuhnutí urychluje), jednak vypařováním voda teplo ztrácí
- vyšší teplota vody může způsobit unikání (rozpuštěného) vzduchu, jenž je ve vodě přítomen, či jinak ovlivňovat působení svých příměsí, které tuhnutí vody ovlivňují

Výzkumy žádné z těchto vysvětlení nepotvrdily, případně mohou Mpembův jev vysvětlovat jen zčásti; zatím jako nejpravděpodobnější se jeví možnost, že:
- teplá voda paradoxně příznivě ovlivňuje složité pochody na molekulární úrovni. Uspořádání molekul kapalné vody a ledu je rozdílné, ke změně skupenství z kapalné vody na led je nutné vytvoření tzv. krystalizačních jader. Termický pohyb molekul umožňuje vytvoření těchto jader (resp. zvyšuje pravděpodobnost a četnost jejich vytváření).
- příčinou může být i energie molekulové interakce.[2]

Některá vysvětlení hledají původ mimo vlastní kapalinu:
- Jeden z nedávných výzkumů (viz externí odkazy) vychází při vysvětlení z toho, že teplá voda způsobí roztání tepelně izolující jinovatky na povrchu chladničky, a „vytvoří“ tak lepší tepelný kontakt mezi těmito povrchy. Teplá nádoba má pak mnohem lepší odvod tepla a proto zmrzne rychleji.

## Zdánlivost paradoxu
Zdánlivě paradoxní jev nenarušuje fyzikální principy. Nejedná se totiž o fázový přechod na stejně připravené mikroskopicky ustálené kapalině. V případě, že je „studená“ voda připravena stejně jako „horká“, mrzne prvně uvedená dříve. Nejnázorněji to lze ukázat na (myšlenkovém) experimentu s časovým zpožděním. Stačí k tomu jediný vzorek vroucí vody (čímž je zaručena úplná chemická i fyzikální shodnost vzorku i chladicího prostředí). V okamžiku, kdy se dá mrznout, se spouští čas pro „horkou“ vodu; když po chvíli zchladne, spouští se čas pro „studenou“ vodu – je evidentní, že zmrznutí „teplé“ vody bude trvat déle právě o dobu, za kterou musela vychladnout na „studenou“.

## Historie
Skutečnost, že teplá voda mrzne dřív než studená, byla (i když pravděpodobně ne všeobecně) známá už dávno (zmiňuje se o ní např. Aristoteles, Francis Bacon, René Descartes, Giovanni Marliani) nebyla však dlouho předmětem systematického vědeckého výzkumu a upadla v zapomnění. V roce 1963 si tanzanský student Erasto B. Mpemba náhodou této skutečnosti všiml při přípravě zmrzliny ve školní kuchyni, později se dověděl, že zmrzlináři tuto metodu používají běžně. Jeho učitel fyziky jeho dotaz, proč k tomuto jevu dochází, odbyl s tím, že jde o nesmysl, a když na něm Mpemba trval, učitel sarkasticky prohlásil, že zřejmě nejde o běžnou fyziku, ale o „Mpembovu fyziku“. Analogickými termíny se pak ve škole mezi spolužáky stalo zvykem označovat nesmyslná tvrzení (Mpembova matematika atp.). Mpemba se však nevzdal a (k pohoršení svého učitele fyziky) se zeptal na tuto skutečnost fyzika Denis G. Osborna při jeho návštěvě na škole. Ten na dotaz rovněž odpovědět neuměl, ale slíbil, že jev vyzkouší. Ke svému překvapení pak zjistil, že Mpemba má zřejmě pravdu. Své závěry oba zveřejnili v květnu v roce 1969. Tím povědomí o tomto jevu znova proniklo do vědecké veřejnosti a jev byl nazván Mpembovým jménem. Mpemba tohoto jevu rovněž využil k tomu, aby vyhrál sázku.